# Eichberg
Eichberg (toponimo tedesco) è un comune svizzero di 1 571 abitanti del Canton San Gallo, nel distretto di Rheintal.

## Geografia fisica
Il territorio di Eichberg si estende sul versante sudorientale del monte Hoher Hirschberg.

## Storia
Al momento dell'istituzione del Canton San Gallo (1803) Eichberg fu assegnato al comune di Oberriet, ma poco dopo divenne comune autonomo; nel 1833 le frazioni di Unter-Chobelwies e di Hard passarono rispettivamente ai comuni di Altstätten e Oberriet.

## Monumenti e luoghi d'interesse
- Chiesa riformata, eretta nel 1712-1713[3];
- Chiesa parrocchiale cattolica di San Nicola di Flüe in località Hinterforst, eretta nel 1951[3].

## Società

### Evoluzione demografica
L'evoluzione demografica è riportata nella seguente tabella (fino al 1880 con Widnau):
Abitanti censiti

## Geografia antropica

### Frazioni
Le frazioni di Eichberg sono:
- Au
- Eichberg-Dorf
- Hinterforst (che si estende anche nel comune di Altstätten)
- Hölzlisberg